# Desno
Desno (prononciation : [ˈdɛsnɔ]) est un village polonais de la gmina de Halinów dans le powiat de Mińsk de la voïvodie de Mazovie dans le centre-est de la Pologne.
Il se situe à environ 5 kilomètresà l'est de Halinów (siège de la gmina), 12 kilomètres au nord-ouest de Mińsk Mazowiecki (siège du powiat) et à 29 kilomètres à l'est de Varsovie (capitale de la Pologne).

## Histoire
De 1975 à 1998, le village appartenait administrativement à la voïvodie de Varsovie.